# Programa Hélio Oiticica
O Programa Hélio Oiticica é um projeto de pesquisa coordenado pela curadora e crítica de arte Lisette Lagnado e desenvolvido em uma parceria entre o Instituto Itaú Cultural e o Projeto Hélio Oiticica. A pesquisa que resultou neste website foi desenvolvida entre setembro de 1999 e junho de 2002, com a finalidade de disponibilizar ao público interessado, pesquisadores da obra do artista e leigos, a produção teórica de Hélio Oiticica (Rio de Janeiro, 26 de julho de 1937 — Rio de Janeiro, 22 de março de 1980) explicitada em seus escritos.
O Programa HO inventaria uma parte dos documentos de Hélio Oiticica, que contêm notas de trabalho, cartas e livros anotados, e estavam arquivados na sede do Projeto HO no Rio de Janeiro. Esses documentos foram trazidos para São Paulo para serem catalogados, digitalizados e tratados para que sua deterioração fosse retardada. "Esse material tem uma vida útil curta, e existe uma demanda cada vez maior de pesquisadores para manipular isso, desde estudantes que querem entrar em contato com os escritos até curadores internacionais que vão fazer exposições e precisam conhecer o universo do Hélio. A idéia era promover uma conservação disso, uma higienização mínima desse material, catalogar e tornar disponível essa obra via Internet."
Com o incêndio ocorrido em 16 de outubro de 2009 que destruiu aproximadamente 90% do acervo do artista, que era mantido na residência do seu irmão, no bairro do Jardim Botânico, no Rio de Janeiro, a memória do que foi perdido permanece viva nos arquivos digitalizados que integram o Programa Hélio Oiticica.